# ウィンター・ヘイブン駅
ウィンター・ヘイブン駅（英語：Winter Haven Station）はフロリダ州ウィンター・ヘイブン 7th・ストリート・サウスウェスト1800にある駅。全米各地を結ぶ旅客鉄道のアムトラックが乗り入れている。昔のシーボード・エア・ライン鉄道の駅である。

## 概要
当駅は、シーボード・エア・ライン鉄道の駅として1925年に建てられた。 2007年に42,000ドルの費用をかけ小規模な改装を施工した。

## 利用可能な鉄道路線／列車
アムトラックのウィンター・ヘイブン駅に発着する列車は下記の通り。
ニューヨークとマイアミ間の夜行長距離列車シルバー・メティオ号…1日1往復停車
ニューヨークとマイアミ間の夜行長距離列車シルバー・スター号…1日1往復停車